# Buick Sportwagon
De Buick Sportwagon was een auto van het automerk Buick en werd geproduceerd tussen 1964 en 1972. De auto kende in totaal drie generaties en werd opgevolgd door de Buick Estate Wagon.

## Eerste generatie (1964- 1967)
In 1964 kwam de eerste generatie van de Buick Sportwagon uit. De auto werd standaard geleverd met een V8, die 210 pk leverde, maar een Wildcat V8 met 250 pk was ook leverbaar.

## Tweede generatie (1968- 1969)
In 1968 kwam een nieuwe generatie Sportwagon.

## Derde generatie (1970- 1972)
In 1970 werd de Sportwagon weer aangepast deze jaren was hij langer en had hij het oude type achterlichten terug.
Dit was ook het eerste jaar dat het GS package beschikbaar was.
Uiteindelijk is de Sportwagon opgevolgd door de Buick Estate Wagon.